# 夏眠
夏眠（estivation）是一種動物休眠狀態，類似於冬眠，但是發生在夏季而不是冬季。夏眠的特徵是由於高溫和乾旱而降低活動量和代謝率降低。它發生在炎熱乾燥的季節，通常是夏季。

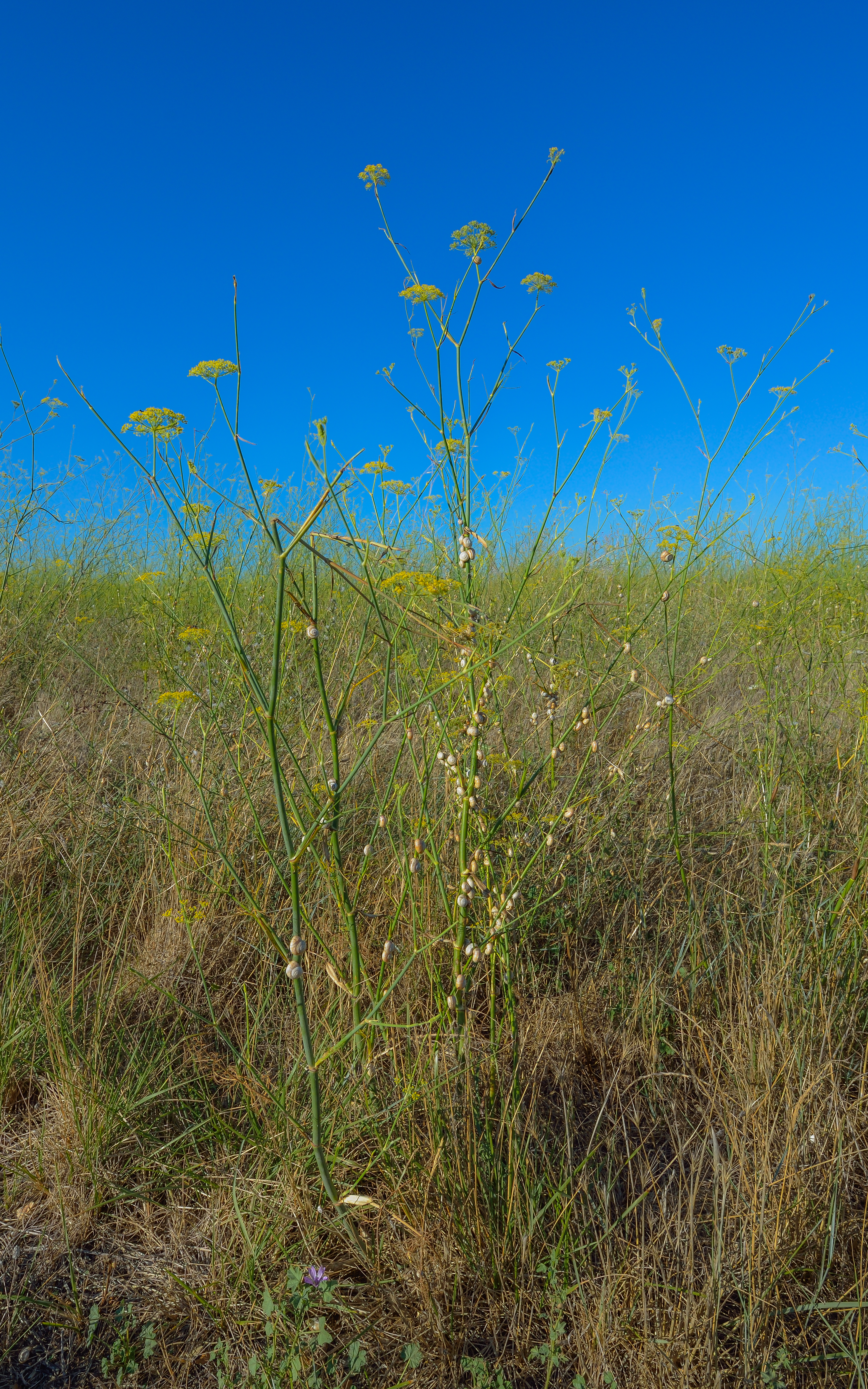
Theba pisana snails aestivating on Foeniculum vulgare in Montbazin, France

已知無脊椎動物和脊椎動物都會進入這種狀態，以避免高溫和乾燥造成的損害風險。陸生動物和水生動物都可以進行夏眠。化石記錄表明，億萬年以前可能就已經演化出了這個特性。

## 延伸閱讀
- Navas, Carlos Arturo; Carvalho, José Eduardo. . Springer. 2009. ISBN 978-3-642-02420-7.

## 外部連結
- Abstract of an Australian paper on aestivation in snails （页面存档备份，存于）
- Some info in aestivation in the snail Theba pisana （页面存档备份，存于）
- Hibernation on demand （页面存档备份，存于）
- Basic definition